# Tunnel du Bözberg
Le tunnel de Bözberg (en allemand Bözbergtunnel) est un tunnel autoroutier à deux tubes faisant partie de l'autoroute A3 dans le canton d'Argovie en Suisse. D'une longueur de 3 705 mètres, il est ouvert à la circulation depuis 1996.